# 埃爾森 (明尼蘇達州)
埃爾森（英語：Ellson）是位於美國明尼蘇達州派恩縣不來梅鎮區的一個非建制地區。

## 歷史
埃爾森於約1895年成立，得名自該地的宣傳者老埃德溫·埃爾森（Edwin Ellson, Sr.）。埃爾森的郵局於1904年設立，其後於1925年停運。

## 地理
埃爾森所處的海拔為高於海平面381米（即1250英呎），而該地所採用的時區為UTC-6，即北美中部時區（CST）。同時該地設有夏令時間，為UTC-6調快一小時，即UTC-5（CDT）。